# 收容教育
收容教育，是中华人民共和国执法机关在1991年至2019年年间实施的对卖淫嫖娼违法人员的一种行政处罚。
收容教育的法律地位源自1991年9月4日第七届全国人民代表大会常务委员会第二十一次会议通过《关于严禁卖淫嫖娼的决定》，其中第四条第二款“对卖淫、嫖娼的，可以由公安机关会同有关部门强制集中进行法律、道德教育和生产劳动，使之改掉恶习。期限为6个月至两年”。另外，《中华人民共和国治安管理处罚法》第七十六条“有本法第六十七条、第六十八条、第七十条的行为，屡教不改的，可以按照国家规定采取强制性教育措施。”其所指的第六十七条为引诱、容留、介绍他人卖淫；第六十八条为制作、运输、复制、出售、出租淫秽的书刊、图片、影片、音像制品等淫秽物品或者利用计算机信息网络、电话以及其他通讯工具传播淫秽信息；第七十条为以营利为目的，为赌博提供条件的，或者参与赌博赌资较大的。具体来说，引诱、容留、介绍二人次以上卖淫的即构成了引诱、容留、介绍卖淫罪的起刑点，属于刑事案件而非治安案件。但对于容留一人次卖淫的情形，则只能作为治安案件，按照《中华人民共和国治安管理处罚法》第六十七条处以行政拘留或（并）罚款。如果多次触犯容留卖淫被治安行政处罚，就可涉嫌《中华人民共和国治安管理处罚法》第七十六条属于“屡教不改”需要采取强制性教育措施。
1993年9月4日，国务院总理李鹏签署第127号国务院令，颁布了根据《全国人民代表大会常务委员会关于严禁卖淫嫖娼的决定》所制定的《卖淫嫖娼人员收容教育办法》。
《收容教育决定书》一般由县公安局或区公安分局的法制部门作出，由局长签批。办案民警持《收容教育决定书》将收教人员送到收教所。收容教育所一般隶属于地级市公安局监管支队。收教期满后“解教”。
2019年12月28日，十三届全国人大常委会第十五次会议通过了《全国人大常委会关于废止有关收容教育法律规定和制度的决定》，自2019年12月29日起实施。该决定废止了《全国人民代表大会常务委员会关于严禁卖淫嫖娼的决定》第四条第二款、第四款，以及据此实行的收容教育制度。同时决定还明确规定，在收容教育制度废止前，依法作出的收容教育决定有效；收容教育制度废止后，对正在被依法执行收容教育的人员，解除收容教育，剩余期限不再执行。但卖淫嫖娼在中国境内依旧非法，而参与上述行为的个人依旧会被按《中华人民共和国治安管理处罚法》被处以行政拘留（最长15天）或罚款。
2020年3月27日，国务院总理李克强签署第726号国务院令，并在4月2日公布《国务院关于修改和废止部分行政法规的决定》，包括《卖淫嫖娼人员收容教育办法》在内的10部行政法规从即日起被废止。